# 伊萬基夫齊
48°54′19″N 32°41′42″E / 48.90528°N 32.69500°E
伊萬基夫齊（烏克蘭語：Іванківці），是烏克蘭中部的村莊，隸屬基洛夫格勒州的克羅皮夫尼茨基區。該村處於齊布利尼克河畔，始建於1749年，面積6.291平方公里，海拔高度126米，2001年人口1,107，人口密度每平方公里176人。